# Підводні човни типу «Брагадін»
Підводні човни типу «Брагадін» (італ. Classe Bragadin) — клас військових кораблів з 2 підводних мінних загороджувачів, випущених італійською суднобудівельною компанією Cantieri navali Tosi di Taranto в місті Таранто у 1929—1931 роках. Субмарини цього типу входили до складу Королівського військово-морського флоту Італії та брали участь у боях Другої світової війни.

## Підводні човни типу «Брагадін»
| № | Корабель               | На честь             | Закладено     | Спущено         | У строю           | Статус                               |
| - | ---------------------- | -------------------- | ------------- | --------------- | ----------------- | ------------------------------------ |
| 1 | «Маркантоніо Брагадін» | Маркантоніо Брагадін | 3 лютого 1927 | 21 липня 1929   | 16 листопада 1931 | 1 лютого 1948 року списаний на брухт |
| 2 | «Філіппо Коррідоні»    | Філіппо Коррідоні    | 4 липня 1927  | 30 березня 1930 | 17 листопада 1931 | 1 лютого 1948 року списаний на брухт |